# Adia dejeanii
Adia dejeanii är en tvåvingeart som först beskrevs av Robineau-desvoidy 1830.  Adia dejeanii ingår i släktet Adia och familjen husflugor.
Artens utbredningsområde är Pennsylvania. Inga underarter finns listade i Catalogue of Life.